# Rote Mühle (Lohrtal)
Die Rote Mühle (auch Farbmühle) an der Bundesstraße 276 zwischen Lohr am Main und Partenstein ist eine Landmarke.

## Geschichte
Sie diente zuerst (etwa um 1900) der Aufbereitung von Schwerspat aus dem inzwischen aufgegebenen Partensteiner Bergbau, dann von Kasslerbraun für Bakelit. Ihren heutigen Namen bekam sie von der Vermahlung von Eisenoxidrot durch die Firma Scholz ab 1923, die in dem mittlerweile veränderten, aber immer noch rot verputzten Gebäude nunmehr Pigmente für Betonprodukte herstellt.

## Lage
Von der Roten Mühle führt eine öffentliche, aber nicht asphaltierte Straße durch den Lehngrund über das Katharinenbild nach Ruppertshütten, die einzige offiziell befahrbare Verbindung vom Lohrer Stadtzentrum in den Ortsteil, die nicht über gemeindefremde Orte führt.